# Beforsit

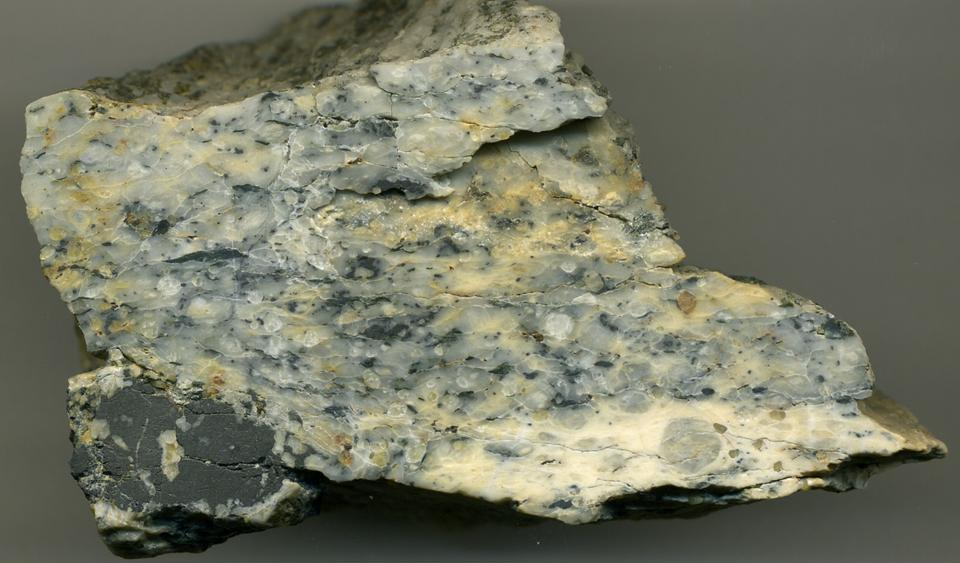
Magnesiokarbonatit vom Verity-Paradise-Karbonatitkomplex in British Columbia, Kanada. Das Handstück ist 75 Millimeter breit.

Beforsit ist ein zur Gesteinsgruppe der Karbonatite gehörendes magmatisches Gestein. Zusammen mit Rauhaugit gehört es zu den Dolomitkarbonatiten, da sein modaler Mineralbestand von Dolomit dominiert wird.

## Etymologie und Typlokalität
Der Gesteinsname Beforsit stammt von seiner Typlokalität, Bergeforsen bei Alnön, Västernorrland in Schweden.

## Erstbeschreibung
Beforsit wurde zum ersten Mal im Jahr 1928 von H. von Eckermann wissenschaftlich beschrieben.

## Mineralogie
Hauptmineral in Beforsit ist definitionsgemäß Dolomit, das mit mehr als 50 Volumenprozent vertreten ist. Der Dolomit kann auch von Ankerit teilweise ersetzt werden (wie beispielsweise bei den dolomitisch-ankeritischen Beforsitgängen von Schelingen im Kaiserstuhl) oder selten auch von Magnesit. Begleitminerale sind gewöhnlich Apatit, Baryt, Magnetit, Natrium-reicher Orthoklas, Titanit, Biotit,  Quarz und Sulfidminerale, seltener auch Melilith und Riebeckit. Hohlräume im Gestein können mit Kohlendioxid gefüllt sein.

## Chemische Zusammensetzung
| Gew. % | Beforsit vom Alnö-Komplex |
| ------ | ------------------------- |
| SiO2   | 6,12                      |
| TiO2   | 0,68                      |
| Al2O3  | 1,31                      |
| Fe2O3  | 6,94                      |
| MnO    | 0,75                      |
| MgO    | 12,75                     |
| CaO    | 29,03                     |
| Na2O   | 0,14                      |
| K2O    | 0,79                      |
| P2O5   | 2,66                      |
| CO2    | 37,03                     |
| BaO    | 0,11                      |
| SrO    | 0,0,10                    |

## Auftreten
Beforsit tritt gewöhnlich als mittel- bis feinkörniges Ganggestein auf.

## Varietäten
- Apatit-Beforsit
- Baryt-Beforsit
- Biotit-Beforsit
- Feldspat-Beforsit
- Magnetit-Beforsit
- Biotit-Melilithit-Beforsit
- Quarz-Beforsit
- Pikrit-Beforsit (mit Olivin-Pseudomorphosen)
- Riebeckit-Beforsit

## Vorkommen
- Brasilien:
  - Araxá
  - Catalão, Goiás
  - Jacupiranga, São Paulo
  - Seis Lagos, Amazonas
- Volksrepublik China:
  - Bayan Obo, Innere Mongolei
  - Weishan
- Deutschland:
  - Schelingen, Kaiserstuhl
- Gabun:
  - Mabounie
- Indien:
  - Sung Valley, Meghalaya
- Kanada:
  - British Columbia:
    - Monashee Mountains bei Blue River

  - Upper Fir
  - Manitoba:
    - Wakusko Lake

  - Ontario:
    - Martinson Lake

  - Québec:
    - Saint Honoré
- Kenia:
  - Mrima Hill
- Malawi:
  - Kangankunde
- Namibia:
  - Eureka, Damaraland
  - Marinkas Kwela
  - Ondurukurume, Damaraland
- Paraguay:
  - Sapucai (Siliko-Beforsit)
- Russland:
  - Chuktukonskoye, Krasnojarsk
  - Kovdor, Murmansk
  - Tomtor, Sacha, Jakutien
- Schweden:
  - Bergeforsen bei der Insel Alnön (Typlokalität)

Der Karbonatit von Sukulu in Uganda

  - Råsta bei Sundsvall
- Südafrika:
  - Glenover, Limpopo
  - Nooitgedacht-Magmatitkomplex
  - Phalaborwa, Limpopo
- Tansania:
  - Panda Hill

- Uganda:
  - Sukulu
- Ungarn:
  - Valence-Berge
- Vereinigte Staaten von Amerika
  - Colorado:
    - Iron Hill
    - Wet Mountains

  - Kalifornien:
    - Mountain Pass

  - Nebraska:
    - Elk Creek